# 1. slovenská národní fotbalová liga 1991/1992
V soubojích 23. ročníku 1. slovenské národní fotbalové ligy 1991/92 se utkalo 16 týmů dvoukolovým systémem podzim – jaro. Nováčky soutěže se staly týmy FC Nitra (sestupující z 1. ligy), Baník Prievidza, TJ VSŽ Košice (vítězové skupin 2. SNL) a po znovu oddělení i 1. FC Petržalka. Vítězem ročníku a zároveň jediným postupujícím se stal tým FC Nitra. O patro níž sestoupily týmy FK Považská Bystrica a Agro SSZ Hurbanovo.

## Konečná tabulka
Zdroj: 
| Poř. | Tým                      | Z  | V  | R  | P  | VG | OG | B  |
| ---- | ------------------------ | -- | -- | -- | -- | -- | -- | -- |
| 1.   | FC Nitra                 | 30 | 22 | 4  | 4  | 73 | 18 | 48 |
| 2.   | TJ VSŽ Košice            | 30 | 13 | 11 | 6  | 37 | 27 | 37 |
| 3.   | Jednota VSS Košice       | 30 | 13 | 7  | 10 | 33 | 27 | 33 |
| 4.   | Lokomotíva Košice        | 30 | 12 | 9  | 9  | 33 | 28 | 33 |
| 5.   | Chemlon Humenné          | 30 | 15 | 3  | 12 | 46 | 41 | 33 |
| 6.   | ŠK Žilina                | 30 | 11 | 11 | 8  | 40 | 37 | 33 |
| 7.   | STK Senec                | 30 | 12 | 7  | 11 | 27 | 33 | 31 |
| 8.   | Slovan Duslo Šaľa        | 30 | 9  | 12 | 9  | 35 | 35 | 30 |
| 9.   | Baník Prievidza          | 30 | 10 | 10 | 10 | 29 | 32 | 30 |
| 10.  | 1. FC Petržalka          | 30 | 9  | 9  | 12 | 32 | 45 | 27 |
| 11.  | Slovan Levitex Levice    | 30 | 10 | 6  | 14 | 34 | 33 | 26 |
| 12.  | Magnezit Jelšava         | 30 | 10 | 6  | 14 | 42 | 44 | 26 |
| 13.  | ŠKP Bratislava           | 30 | 9  | 8  | 13 | 36 | 41 | 26 |
| 14.  | SH Senica                | 30 | 10 | 6  | 14 | 38 | 51 | 26 |
| 15.  | Sparta Považská Bystrica | 30 | 9  | 7  | 14 | 32 | 43 | 25 |
| 16.  | Agro SSZ Hurbanovo       | 30 | 5  | 6  | 19 | 19 | 51 | 16 |

Poznámky:
- Po odehrání ročníku došlo ke sloučení týmů Jednota VSS Košice a TJ VSŽ Košice do 1. FC Košice.
- Z = Odehrané zápasy; V = Vítězství; R = Remízy; P = Prohry; VG = Vstřelené góly; OG = Obdržené góly; B = Body

|  | 1. československá fotbalová liga 1992/93    |
|  | 2. slovenská národní fotbalová liga 1992/93 |